# Haplochromis mento
Haplochromis mento é uma espécie de peixe da família Cichlidae.
É endémica da Tanzânia.